# Volcán Mocho-Choshuenco

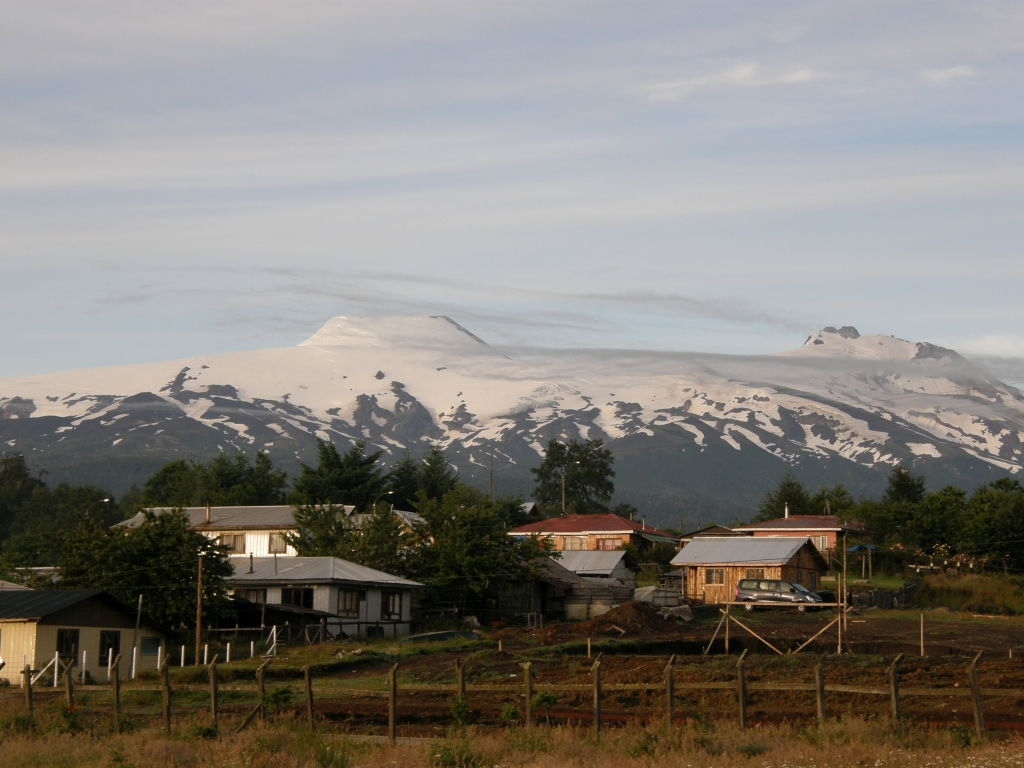
Volcán Mocho-Choshuenco desde Puerto Fuy

El volcán Mocho-Choshuenco está ubicado en la comuna de Los Lagos, en la provincia de Valdivia, en la XIV Región de Los Ríos, Chile. Geológicamente es un estratovolcán y está ubicado al oeste de la falla Liquiñe-Ofqui y está en el lado occidental del macizo de los Andes.
A nivel morfológico, el complejo consiste en una estructura tipo caldera formada por el colapso de un volcán ancestral. Está actualmente dormido y se caracteriza por tener dos conos volcánicos, de los cuales deriva su nombre: Choshuenco (de 2415 m de altura), por el cono formado por el antiguo cráter colapsado antes citado, visible desde el poblado de Choshuenco; y Mocho (de 2422 m de altura), por el cono sudeste que tiene su parte superior chata.  El Mocho tiene dos erupciones registradas, una en 1864 y otra en 1937.

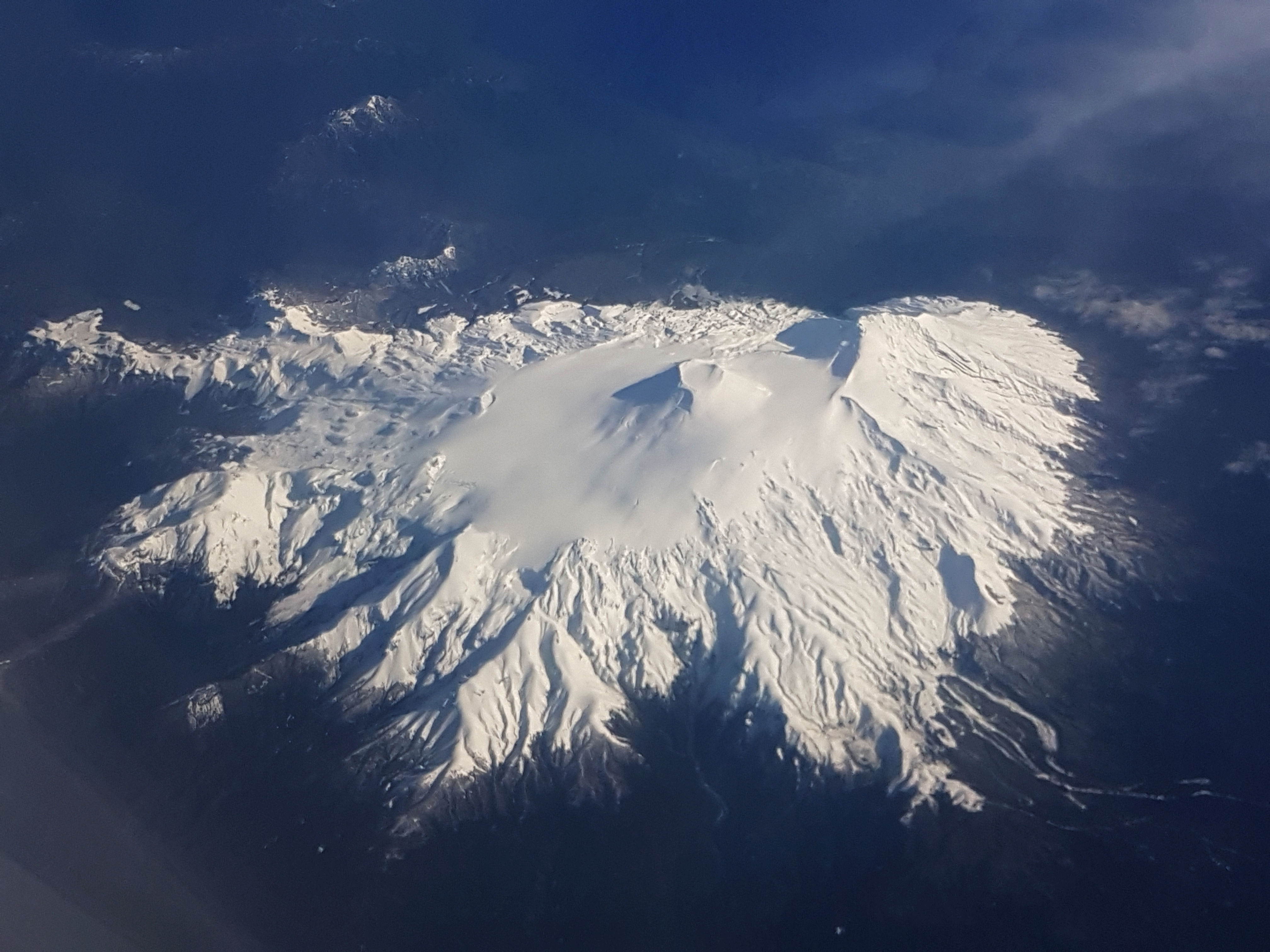
Volcán Mocho-Choshuenco desde al aire. Vista hacia el oeste.

El volcán se destaca por estar rodeado de múltiples lagos —el Riñihue, el Panguipulli y el Pirihueico—; todos ellos forman una cuenca que recorre todo el arco norte de las faldas del volcán. En sus cercanías se encuentran los pueblos de Choshuenco y Neltume, el área silvestre protegida Reserva Nacional Mocho Choshuenco y el parque privado Reserva Biológica Huilo Huilo
El club andino de la Universidad Austral de Chile posee un refugio en su ladera oeste.
De acuerdo a mapas antiguos hechos por los primeros conquistadores, es muy probable que el Mocho-Choshuenco corresponda al Volcán Valdivia dada su ubicación.

## Visitantes
Esta reserva recibe una pequeña cantidad de visitantes chilenos y extranjeros cada año.
| Año         | 2011 | 2012 | 2013  | 2014  | 2015  | 2016  | 2017  | 2018 |
| ----------- | ---- | ---- | ----- | ----- | ----- | ----- | ----- | ---- |
| chilenos    | 813  | 509  | 1.125 | 1.088 | 2.167 | 3.438 | 2.097 | 578  |
| extranjeros | 56   | 19   | 73    | 37    | 63    | 141   | 77    | 15   |
| Total       | 869  | 528  | 1.198 | 1.125 | 2.230 | 3.579 | 2.174 | 593  |